# 遠藤芳信
遠藤 芳信（えんどう よしのぶ、1947年（昭和22年）-　）は、日本の教育学者。教育学博士（東京大学）。北海道教育大学名誉教授。専門は、教育方法学、日本軍政史。
福島県安達郡本宮町出身。1970年千葉大学教育学部卒業。1978年（昭和53年）東京大学大学院教育学研究科学校教育学専門課程博士課程単位取得後退学。同年、千葉県内の小学校教諭。その後、北海道教育大学教育学部函館校助教授を経て、同教育学部函館校教授。2013年定年退職。
1992年に論文にて博士号取得。
1977年（昭和52年）に阿南惟敬研究奨励賞受賞。

## 著書
- 『明治前期における連隊学校設立論』錦正社 1975年
- 『西南戦争前後の歩兵操典の考察』軍事研究社 1979年
- 『集団づくりと教師の指導性』明治図書出版 1983年
- 『近代日本軍隊教育史研究』青木書店 1994年

などの他多数